# بژگی (استان ماسوویان)
بژگی (به لهستانی:  Brzegi) یک روستا در لهستان است که در گمینا میاستکوف کوشچیلنه واقع شده‌است.